# Gintaras Leonavičius
Gintaras Leonavičius (Panevėžys, 29 ottobre 1983) è un ex cestista lituano.

## Statistiche

### Eurocup
| Anno      | Squadra     | PG | PT | MP   | TC%  | 3P%  | TL%  | RP  | AP  | PRP | SP  | PP  |
| --------- | ----------- | -- | -- | ---- | ---- | ---- | ---- | --- | --- | --- | --- | --- |
| 2016-2017 | Lietkabelis | 13 | 2  | 22,0 | 53,7 | 37,5 | 78,6 | 2,4 | 1,3 | 1,3 | 0,5 | 7,3 |
| 2017-2018 | Lietkabelis | 10 | 1  | 13,5 | 21,9 | 20,0 | 64,3 | 2,2 | 0,3 | 0,0 | 0,2 | 2,6 |
| Carriera  | Carriera    | 23 | 3  | 18,3 | 43,4 | 31,9 | 71,4 | 2,3 | 0,9 | 0,7 | 0,3 | 5,3 |

## Palmarès

### Squadra
- Lega Baltica: 2

Šiauliai: 2013-14, 2014-15

### Individuale
- MVP Lega Baltica: 1

Šiauliai: 2014-15